# حمیدرضا پژمان
حمیدرضا پژمان (زاده ۱۳۵۹، تهران) مدیر و بنیان‌گذار بنیاد پژمان، مجموعه‌دار، تهیه‌کننده فیلم و از حامیان هنر معاصر ایران است. بنیاد هنری مستقل و غیرانتفاعی حمیدرضا پژمان در سال ۱۳۹۴ در تهران تاسیس شد و در سال‌های اخیر از بسیاری از هنرمندان ایرانی و بین‌المللی حمایت کرده است.   

## بیوگرافی
حمیدرضا پژمان از دوران دانشجویی به هنر علاقه‌مند شد. او از همان دوران شروع به گردآوری آثار هنری کرد و به مرور زمان مجموعه‌ای از آثار هنرمندان ایرانی و بین‌المللی را شکل داد که بر هنرمندان ایرانی تمرکز دارد.
پژمان مدرک کارشناسی خود را در رشته‌ی کارگردانی تئاتر از  دانشگاه سوره و مدرک کارشناسی دیگری را در رشته‌ی مهندسی معدن از دانشگاه آزاد اسلامی اخذ کرد. گردآوری آثار هنری را از سال ۱۳۹۲ آغاز کرد و از همان زمان به حمایت از فعالیت‌های فرهنگی و هنری در ایران پرداخته است.
او در پروژه‌های سینمایی  از جمله فیلم «The Image Book»  به کارگردانی ژان-لوک گدار، فیلم «Restored Communication» (letterboxed)  به کارگردانی نیل بلوفا به عنوان تهیه‌کننده‌ حضور داشته است. او همچنین یکی از تهیه‌کنندگان فیلم «تا جمعه، رابینسون!» به کارگردانی میترا فراهانی، که در جشنواره بین‌المللی فیلم برلین برنده جایزه‌ی ویژه‌ی هیئت داوران شد. 

## بنیاد پژمان
بنیاد پژمان فعالیت خود را با هدف تمرکز بر آثار هنرمندان معاصر ایران و جهان در چهارچوب مانیفستی مشخص آغاز کرد و با گذشت زمان، وظیفه خود را در راستای تعهد به فضای فرهنگی و هنری ایران، بیش از گردآوری مجموعه آثار هنری و پشتیبانی اقتصادی از گالری‌ها و هنرمندان یافت. ایجاد سکویی ارتباطی بین هنرمندان، برگزاری کارگاه‌ها، برگزاری نمایشگاه و پشتیبانی از مطالعات فرهنگی و نشر در راس اهداف اصلی بنیاد قرار گرفت. این نهاد سعی دارد دوشادوش محیط‌های آکادمیک و فرهنگی، بستری را برای اعتلای وضعیت فرهنگ و هنر معاصر را فراهم آورد و در این راستا خود را تاکنون با فضاهای نمایشگاهی کارخانه آرگو و ساختمان کندوان مجهز ساخته‌است.  

## کارخانه آرگو
کارخانه آرگو به‌عنوان موزه‌ی هنرهای معاصر و مرکز فرهنگی، در کارخانه‌ی آبجوسازی سابق در مرکز شهر تهران؛ یکی از فضاهای بنیاد پژمان محسوب می‌شود. کارخانه آرگو که در دهه‌های ۱۳۴۰ و ۱۳۵۰ از کارخانه‌های فعال تولید نوشیدنی در ایران بود، بنا بر شواهد در ابتدای قرن شمسی حاضر ساخته شده و از اولین کارخانه‌های صنعتی در ایران است. کارخانه با معماری ویژه، دودکش بلند و موقعیت جغرافیایی خاصش در مرکز شهر، سال‌ها مورد غفلت بود و تقریبا ساختمانی مخروبه به حساب می‌آمد و در چهل سال گذشته متروک مانده بود. بنیاد پژمان در راستای اهداف کلان بنیاد برای ایجاد این فضای نمایشی غیرتجاری و مرکز فرهنگی خود، تصمیم به بازسازی و احیای ساختمان آرگو گرفت. پروژه‌ی بازسازی توسط شرکت معماری احمدرضا شریکر – شمال (ASA North) انجام شد.
کارخانه آرگو به دلیل طراحی خاص، مورد توجه بسیاری قرار گرفت و موفق به دریافت جوایز بزرگ معماری در سطح جهانی شود. این بنا، در سال 2022، به همراه دو پروژه‌ی ایرانی دیگر از میان ۴۶۳ اثر ارسالی از ۱۶ کشور در فهرست نامزدهای نهایی جایزه معماری آقاخان قرار گرفت و از این فهرست شش پروژه به عنوان برندگان نهایی انتخاب شدند که کارخانه آرگو در میان این برندگان قرار داشت.
کارخانه آرگو همچنین موفق به دریافت جایزه‌ی معماری دزین در سال 2022 شد که توسط وبسایت دزین، یکی از تأثیرگذارترین وبسایت‌های معماری و طراحی جهان سازماندهی شده است. این جوایز شامل سه بخش معماری، فضای داخلی و طراحی می‌شوند که در هر کدام از بخش‌ها 14 دسته وجود دارد. در نهایت از هر بخش برنده‌ی نهایی انتخاب می‌شود و از سه اثر ویژه‌ی جایزه‌ی معماری دزین تجلیل خواهد شد.
در پنجمین دوره از این جوایز، کارخانه آرگو، در بخش بناهای فرهنگی در میان اسامی پروژه‌های انتخابی در مرحله‌ی نهایی یا لیست کوتاه این رقابت بین‌المللی حضور داشت که توانست برنده‌ی نهایی این بخش و همچنین پروژه‌ی معماری منتخب سال شود.

## ساختمان کندوان
ساختمان کندوان به‌عنوان محلی برای اجرای پروژه‌های هنری، در ساختمانی قدیمی در مرکز شهر تهران؛ یکی از فضاهای بنیاد پژمان محسوب می‌شود.
کندوان با نقش آفرینی در برنامه‌های بین المللی و در تبادل فرهنگی با دیگر فضاهای هنری در سراسر جهان امید دارد پل ارتباطی مفیدی بین هنر و هنرمندان ایرانی با دیگر ملیت‌ها باشد. برگزاری رویداد های پژوهشی، گپ‌و‌گفت با هنرمندان بازید از استودیوی هنرمندان و برگزاری نمایشگاه‌های کوتاه‌مدت در کنار ایجاد فضای گفت و گوی بینارشته‌ای کندوان را به سکویی ارتباطی بین هنرمندان و فضایی فراتر از اطراف دست یافتنی‌شان تبدیل کرده است.

## پروژه‌ی کافه موزه
پروژه‌ی کافه موزه یک کافه و یک پلتفرم غیرانتفاعی برای پروژه‌ها و رویدادهای مدیریت‌شده بود که در موزه‌ی هنرهای معاصر تهران  قرار داشت. این پروژه، بخشی از مجموعه سایت‌های بنیاد پژمان بود که هم‌اکنون فعالیتی ندارد.

## همکاری‌ها
- موزه هنر مدرن پاریس[۱۷]، نمایشگاه ویدیوآرت با سرپرستی اودیل بورلوراکس و جسیکا کستکس در کارخانه آرگو (۲۰۲۱/۰۷ – ۲۰۲۱/۰۹)
- بالتازار اکسیتخ و هایون کوآن، نمایشگاه «جایی دیگر»؛ یک چیدمان تعاملی واقعیت مجازی (VR) در کارخانه آرگو(۱۲/۲۰۱۷– ۰۲/۲۰۱۸)
- نیل بلوفا، نمایشگاه در کارخانه آرگو  (۲۰۱۷/۰۲ – ۲۰۱۷/۰۴)[۱۸]
- نیل بلوفا، نمایشگاه در پالا د توکیو، پاریس (2012)[۱۹]
- موزه هنرهای معاصر تهران، انتشار «کتاب کارنامه»

## فیلم‌ها
- «See You Friday, Robinson!»، محصول فرانسوی/سوئیسی به کارگردانی میترا فراهانی- ۲۰۲۲
- فیلم کوتاه «Subtotals» به کارگردانی محمدرضا فرزاد - ۲۰۲۲
- «Screen Talk»، یک پروژه‌ی تجربی آنلاین توسط هنرمند فرانسوی نیل بلوفا- ۲۰۲۰
- «People’s Palace» به کارگردانی هنرمند فرانسوی نیل بلوفا – ۲۰۱۸
- «Le Livre d'image» محصول سوئیس/فرانسه به کارگردانی ژان لوک گدار– ۲۰۱۸

## جوایز
- See You Friday, Robinson! ، جشنواره‌ی New Horizon لهستان 2022، برنده‌ی جایزه‌ی بزرگ
- See You Friday, Robinson! ، جشنواره بین المللی فیلم برلین 2022، برنده جایزه‌ی ویژه‌ی هیئت داوران
- The Image Book، کایه دو سینما ۲۰۱۹، برنده جایزه بهترین فیلم از ۱۰ فیلم برتر
- The Image Book، جشنواره فیلم کن ۲۰۱۸، برنده نخل طلای ویژه
- The Image Book، جوایز کن 2018 انجمن بین المللی سینه‌فیل (ICS)، برنده جایزه ICS کن برای جایزه بزرگ
- The Image Book، جوایز انجمن بین‌المللی سینه‌فیل ۲۰۱۹، برنده جایزه ICS برای بهترین فیلم منتشر نشده در سال ۲۰۱۸

## گالری

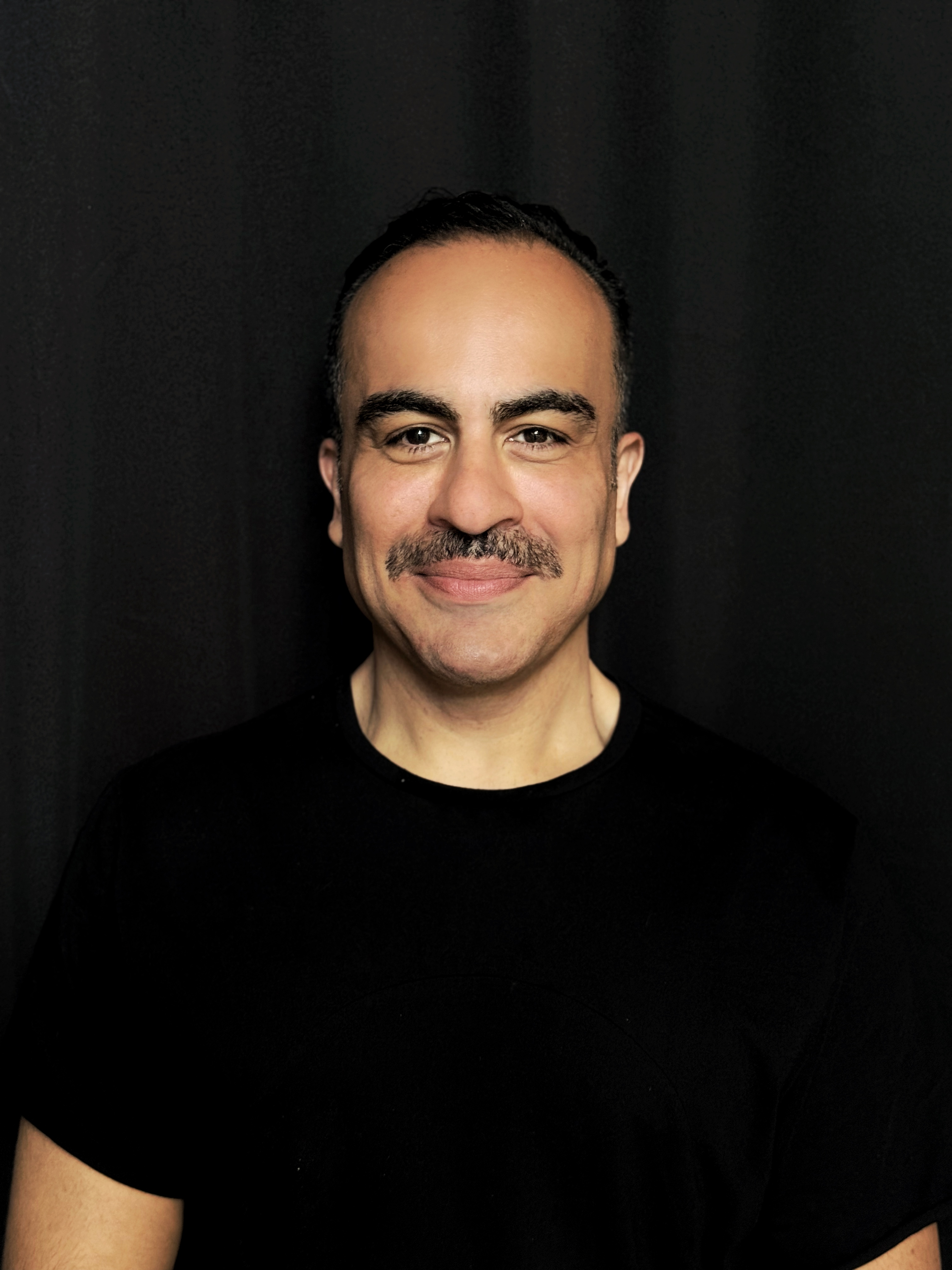
Hamidreza Pejman
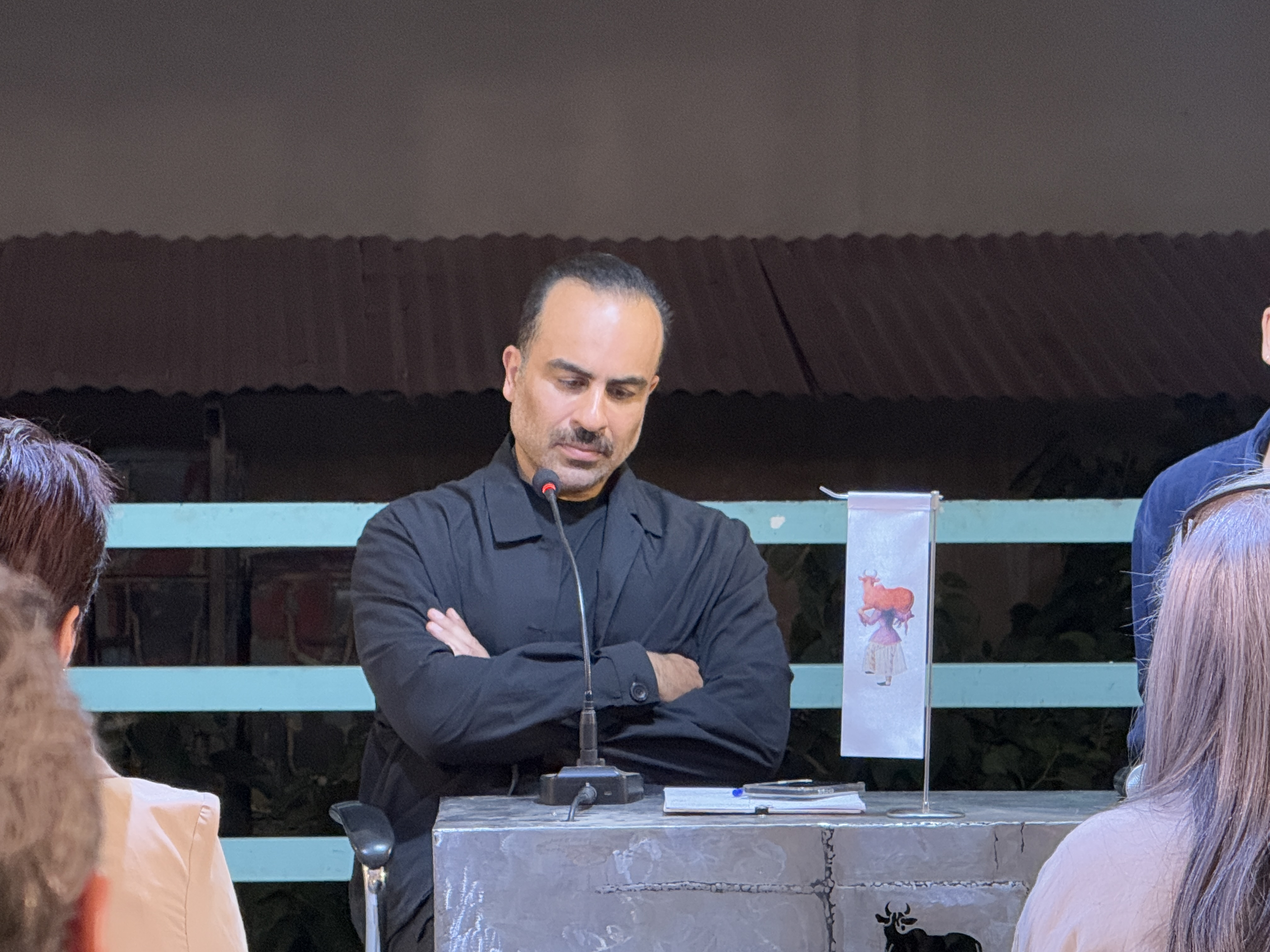
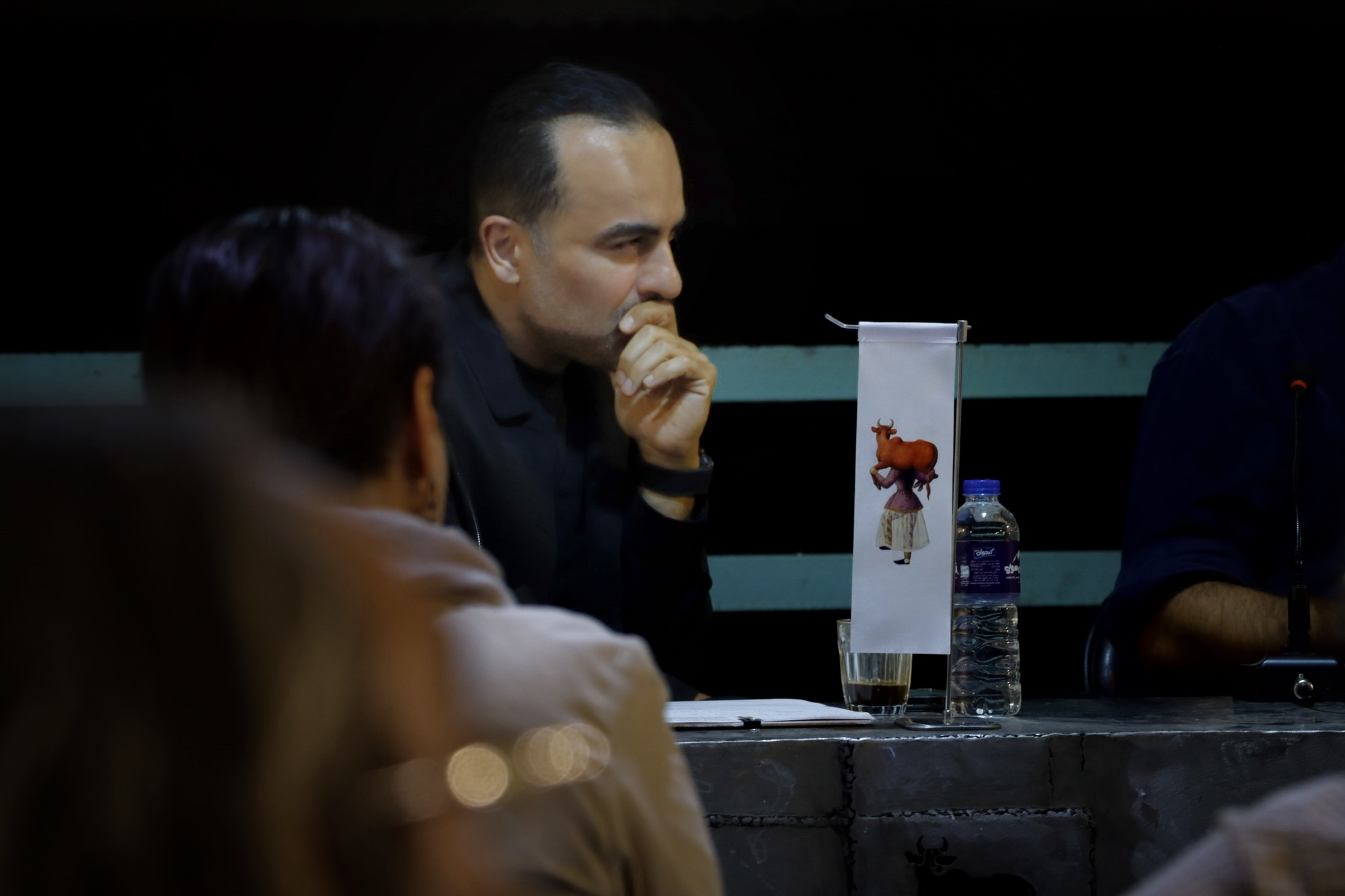
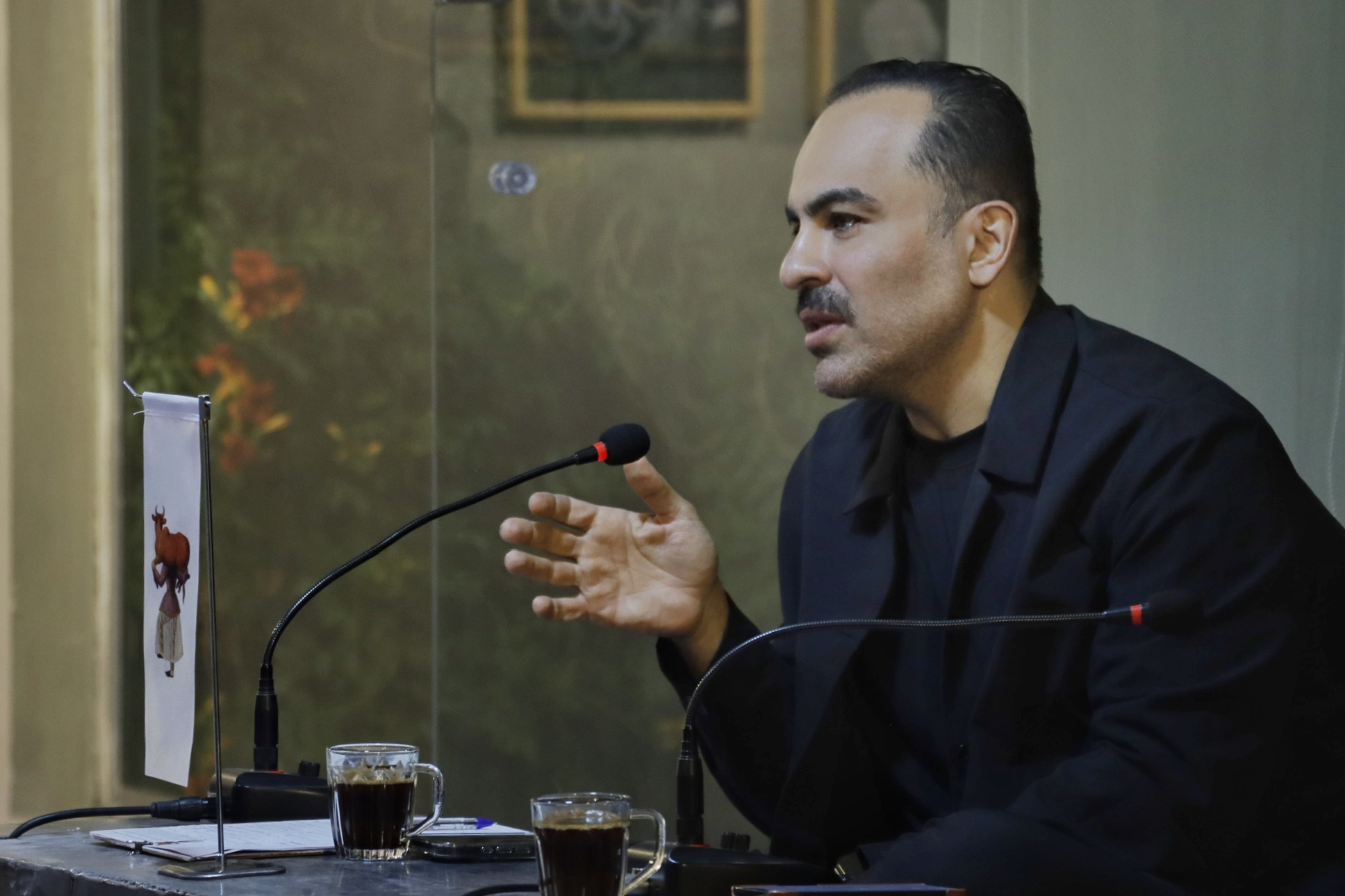
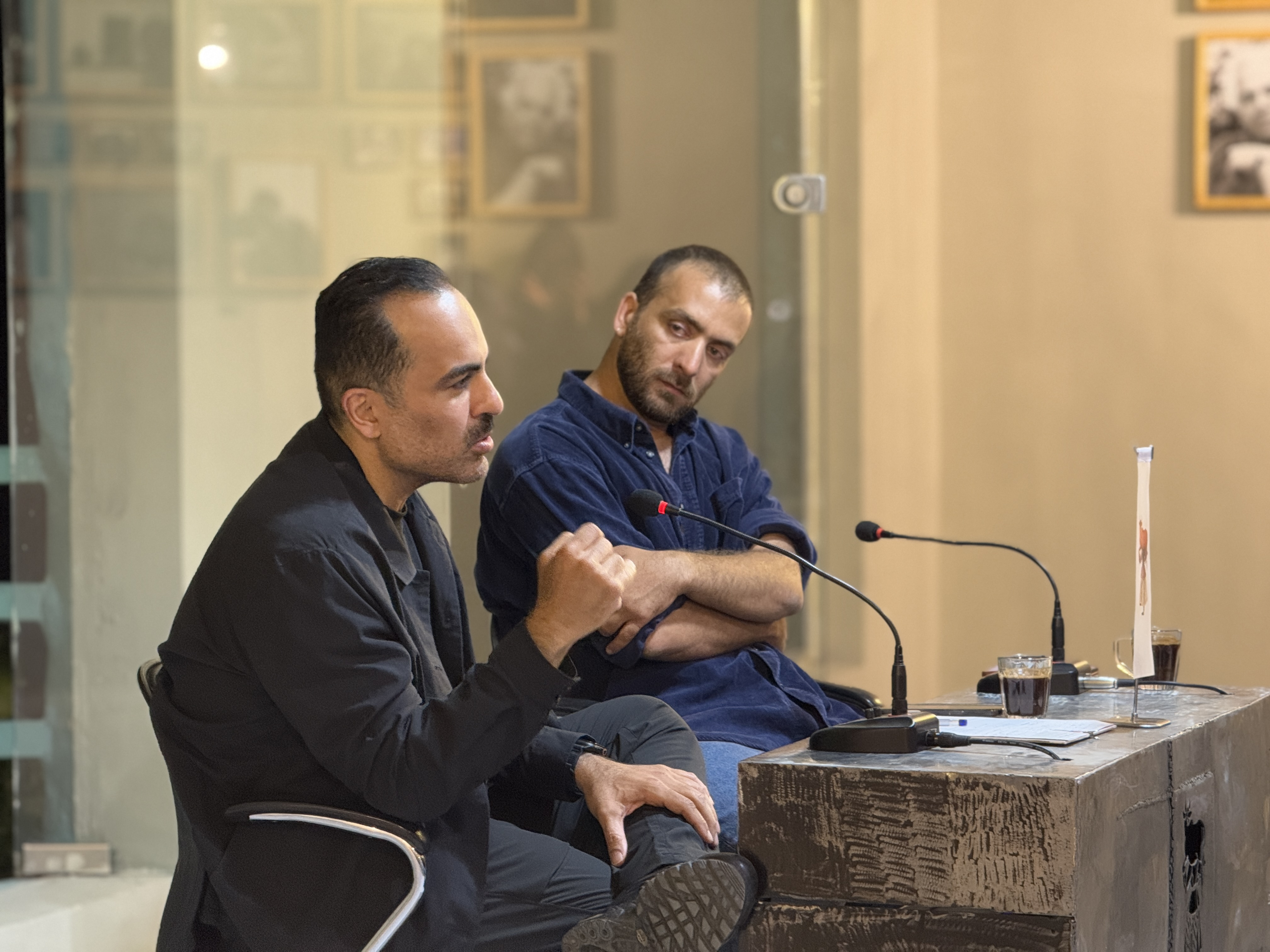
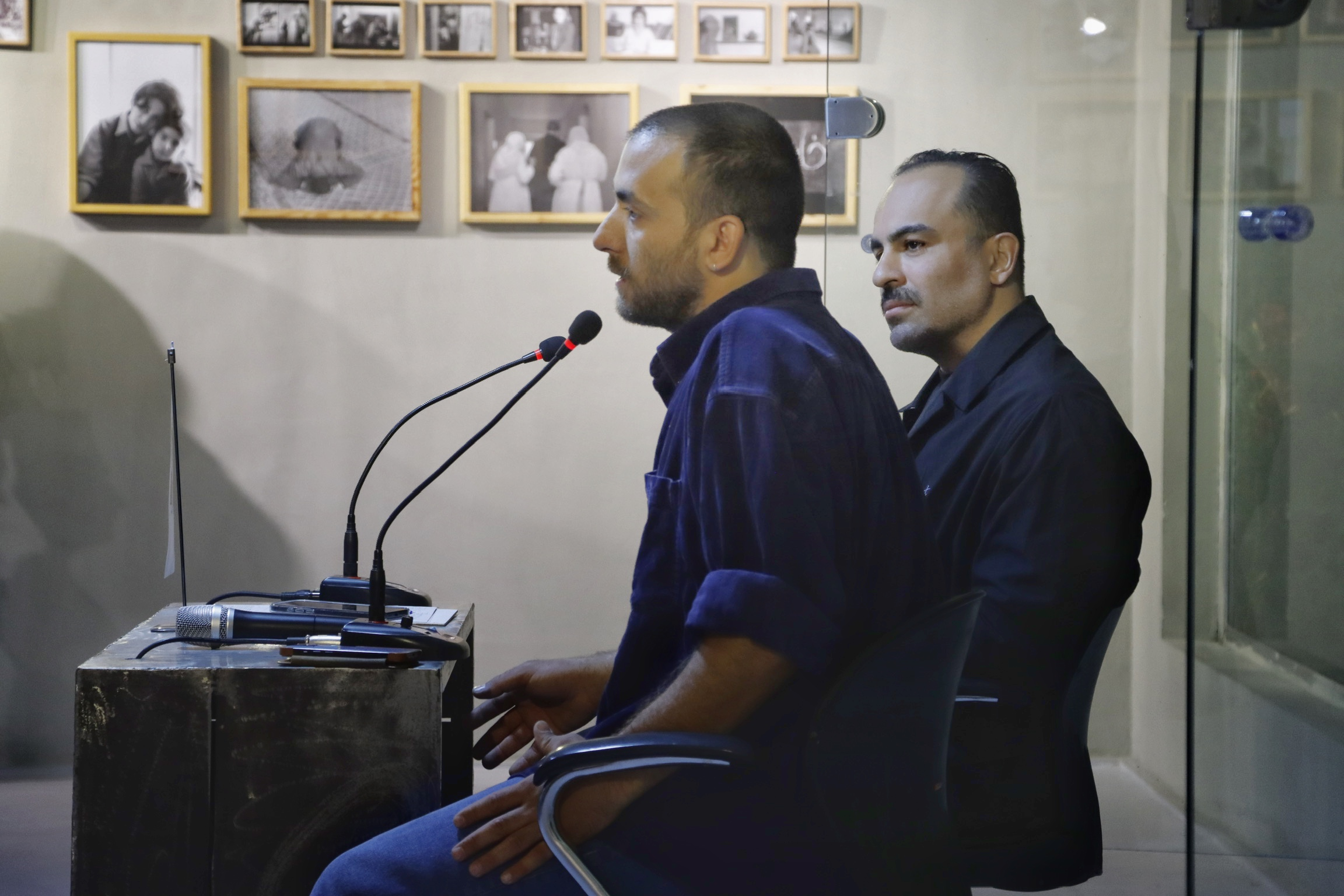
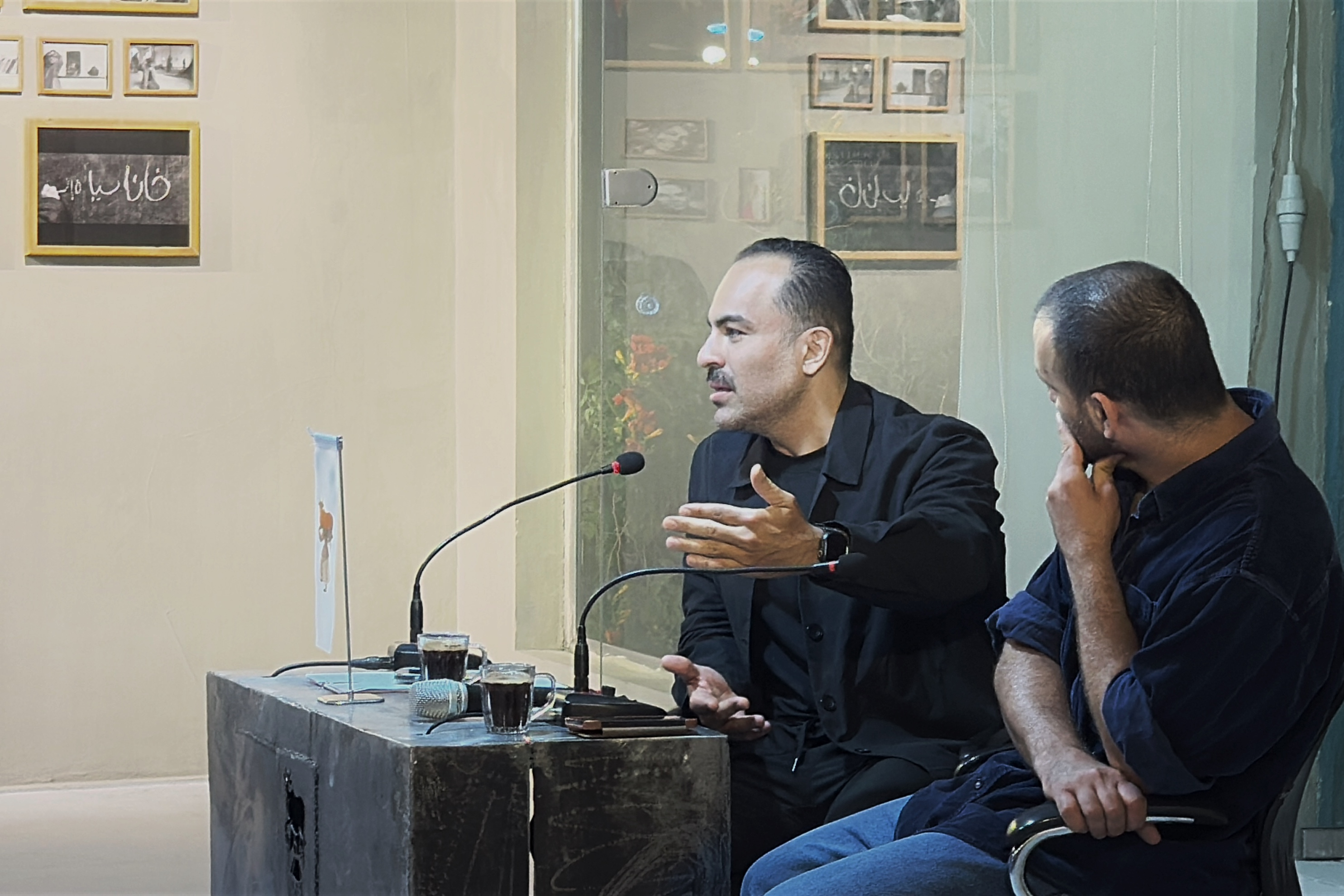
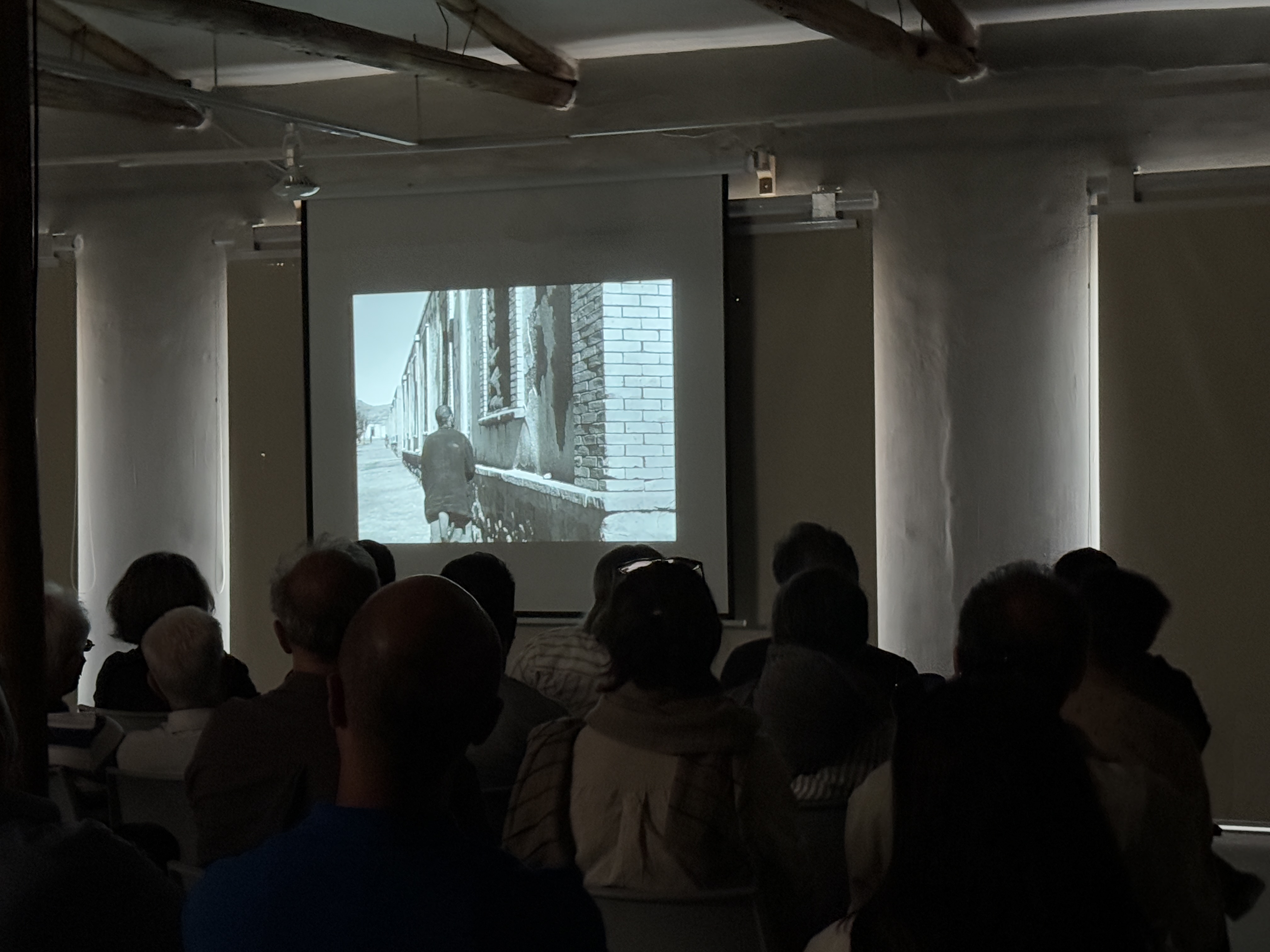
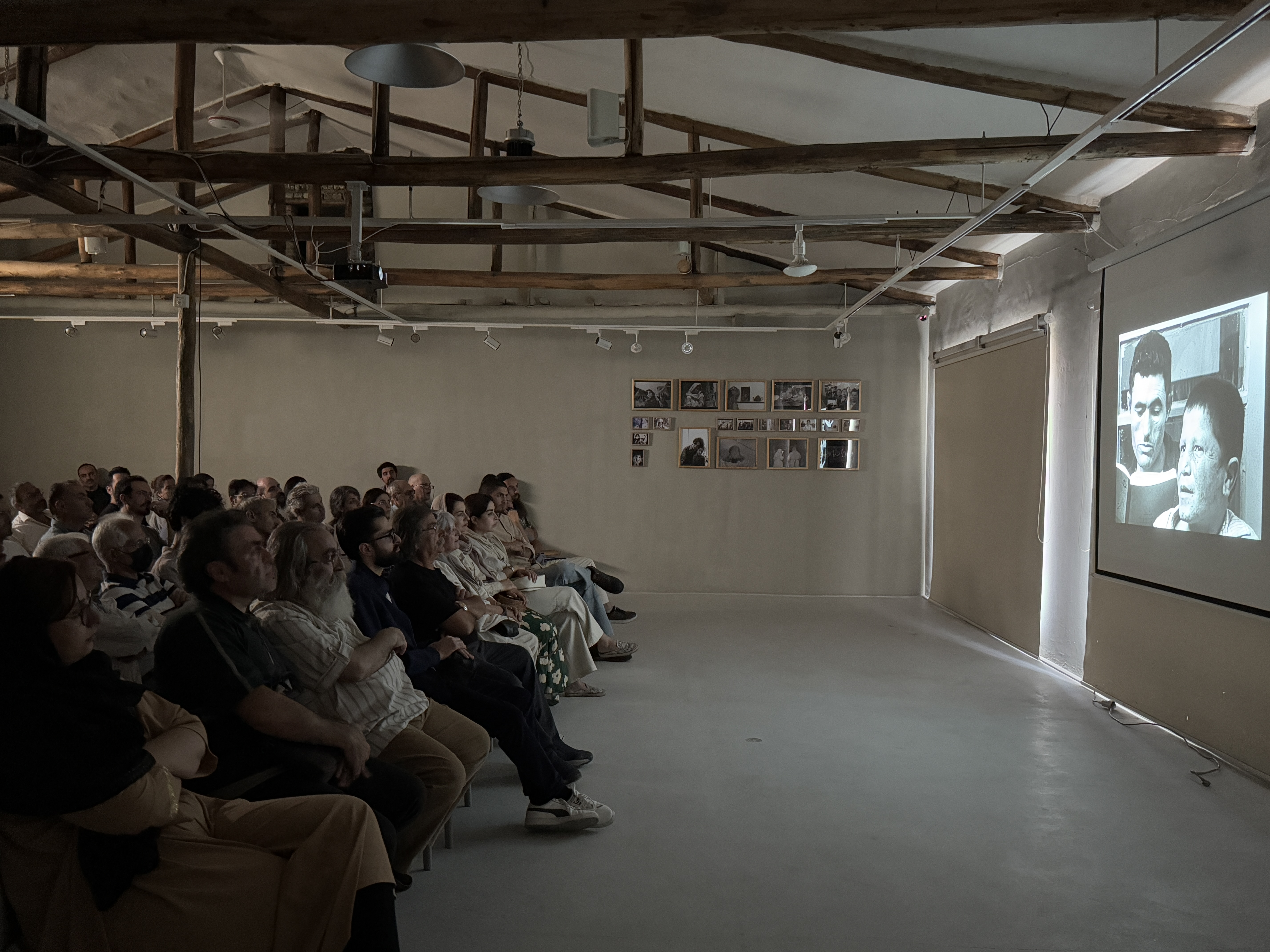
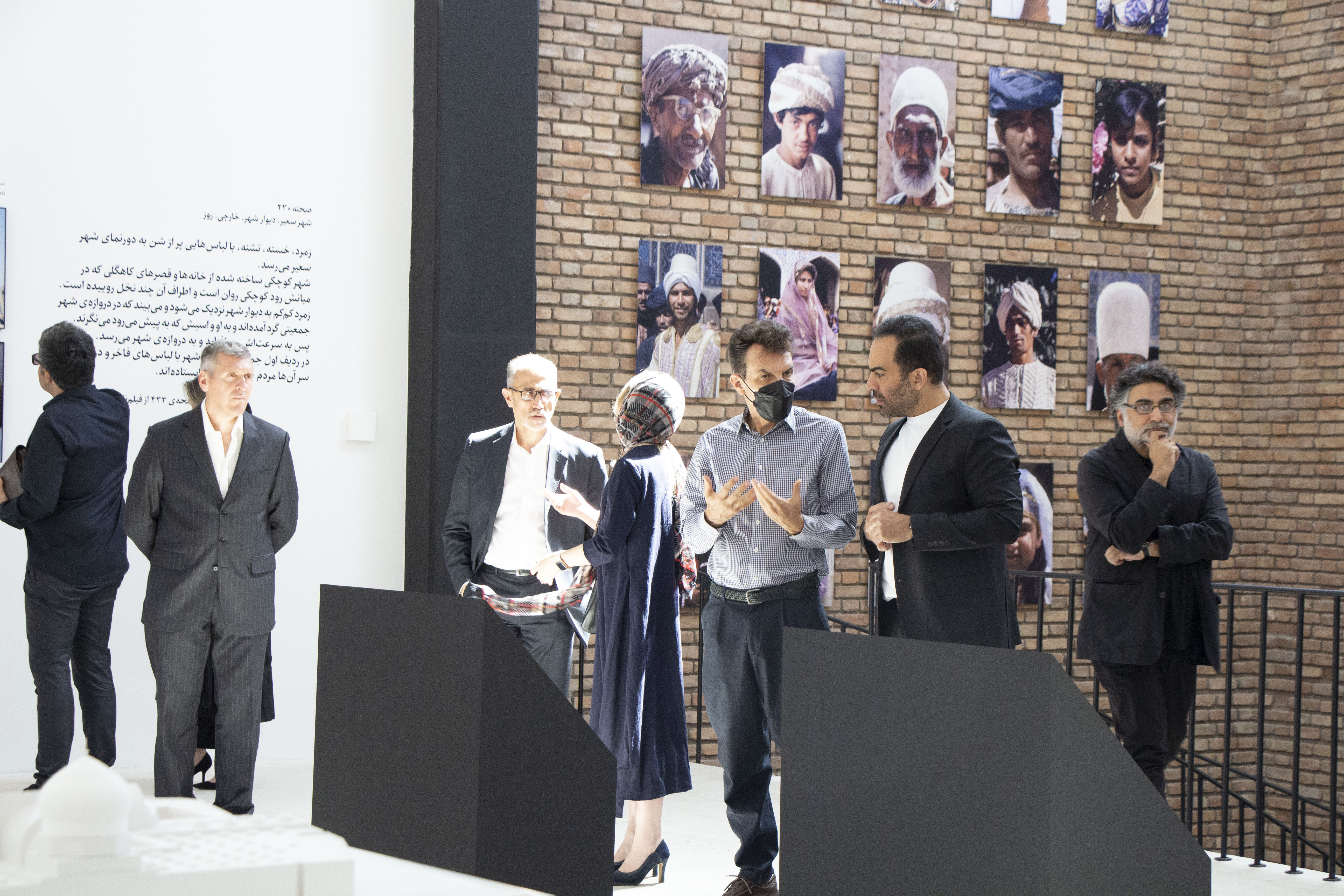
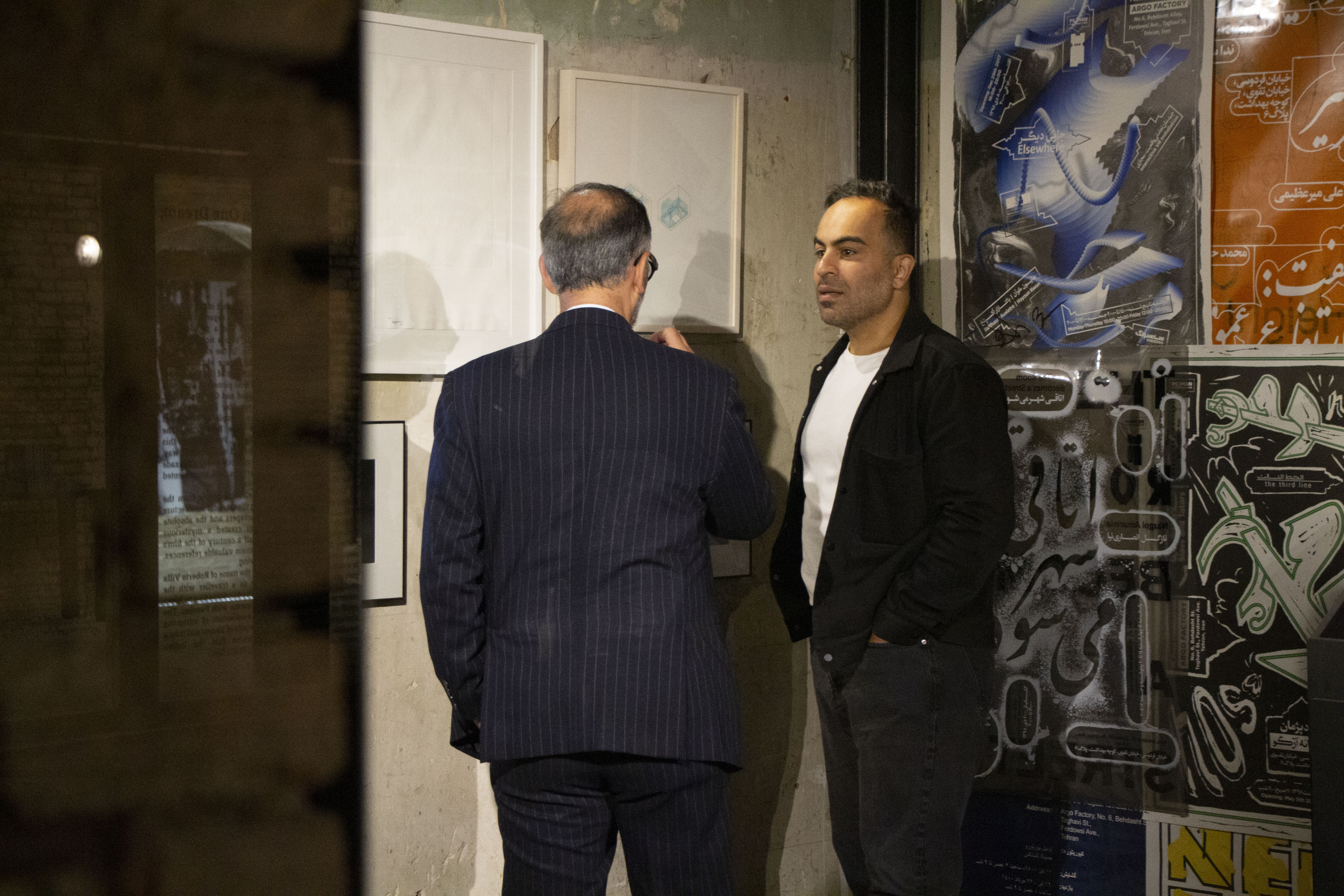
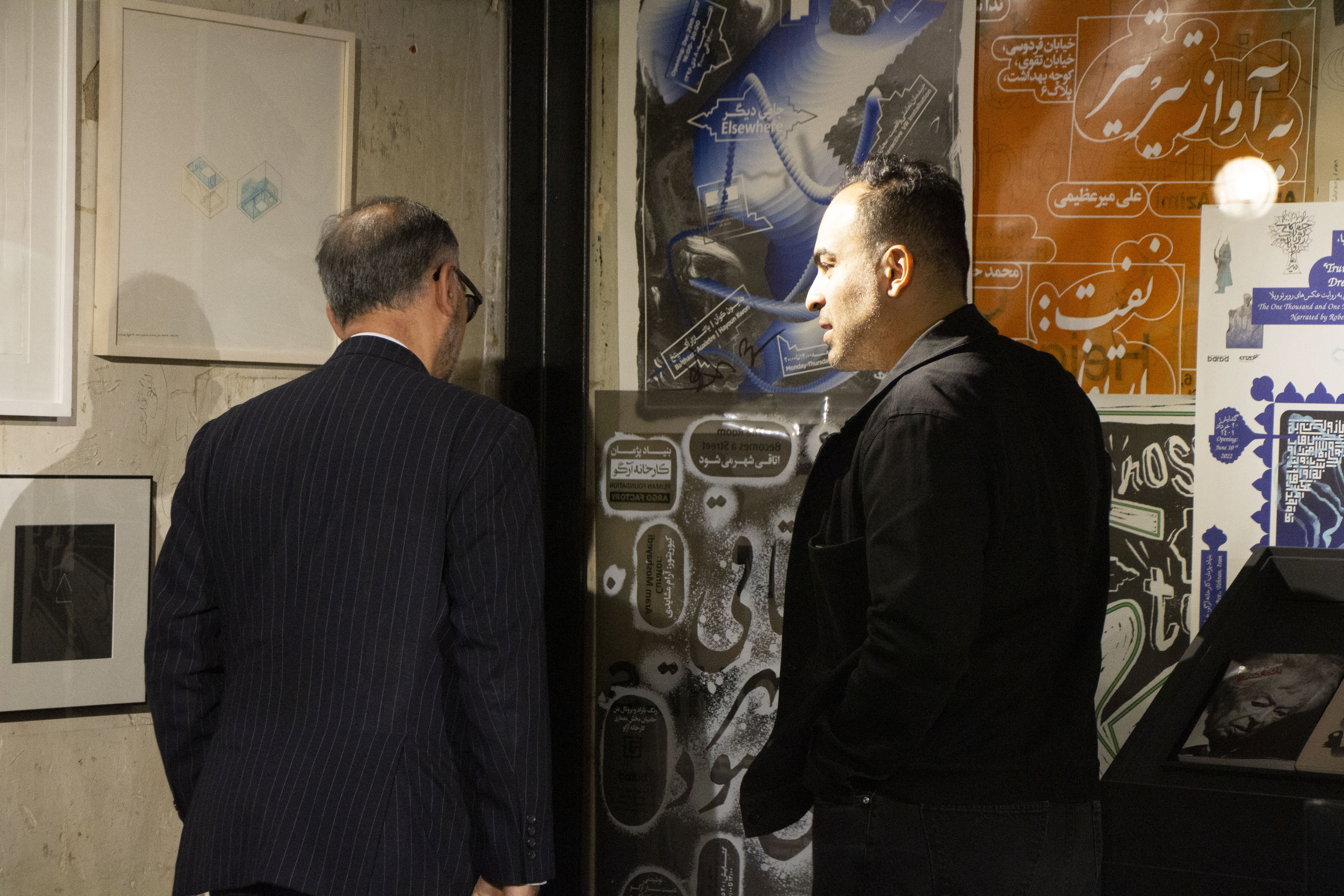
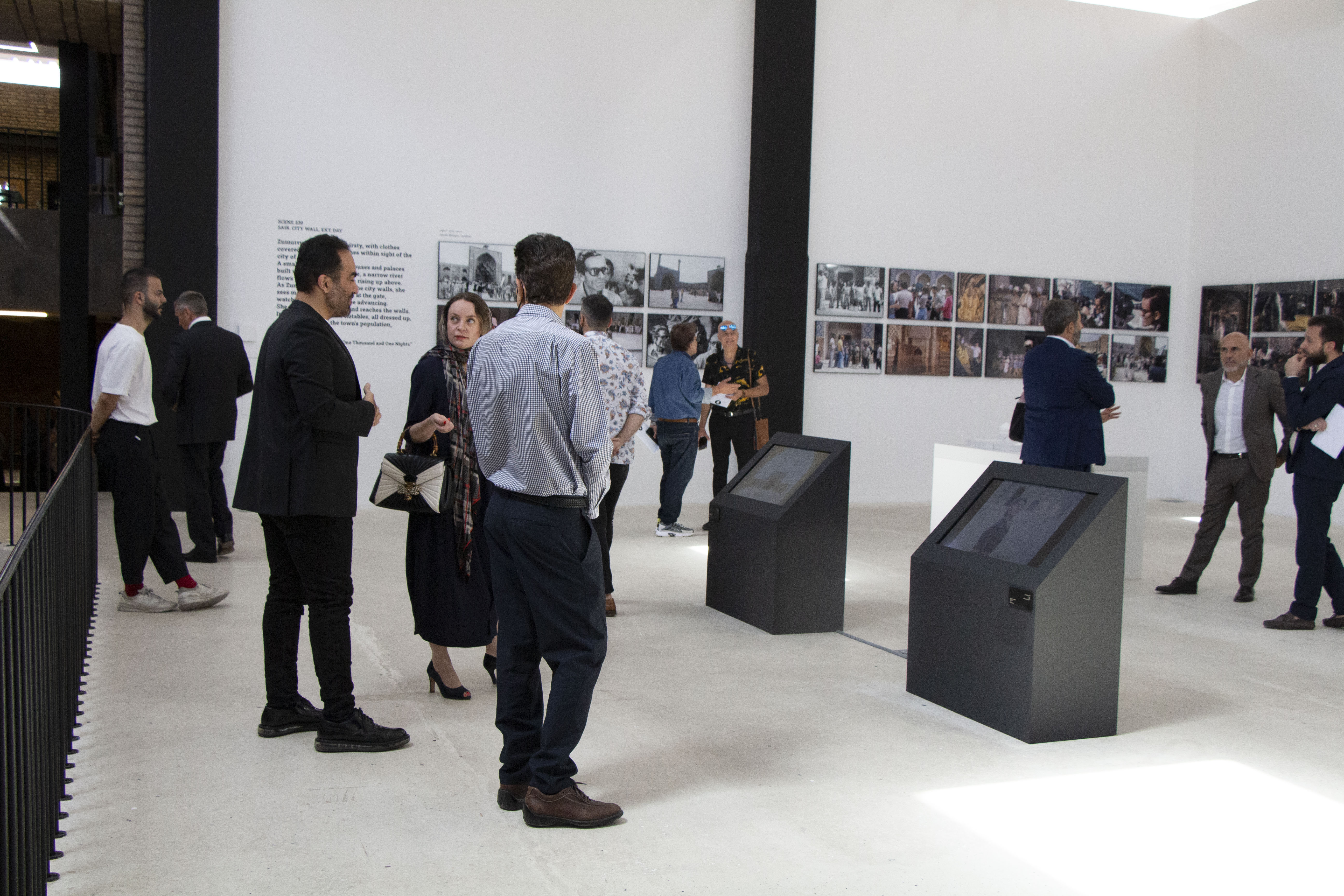
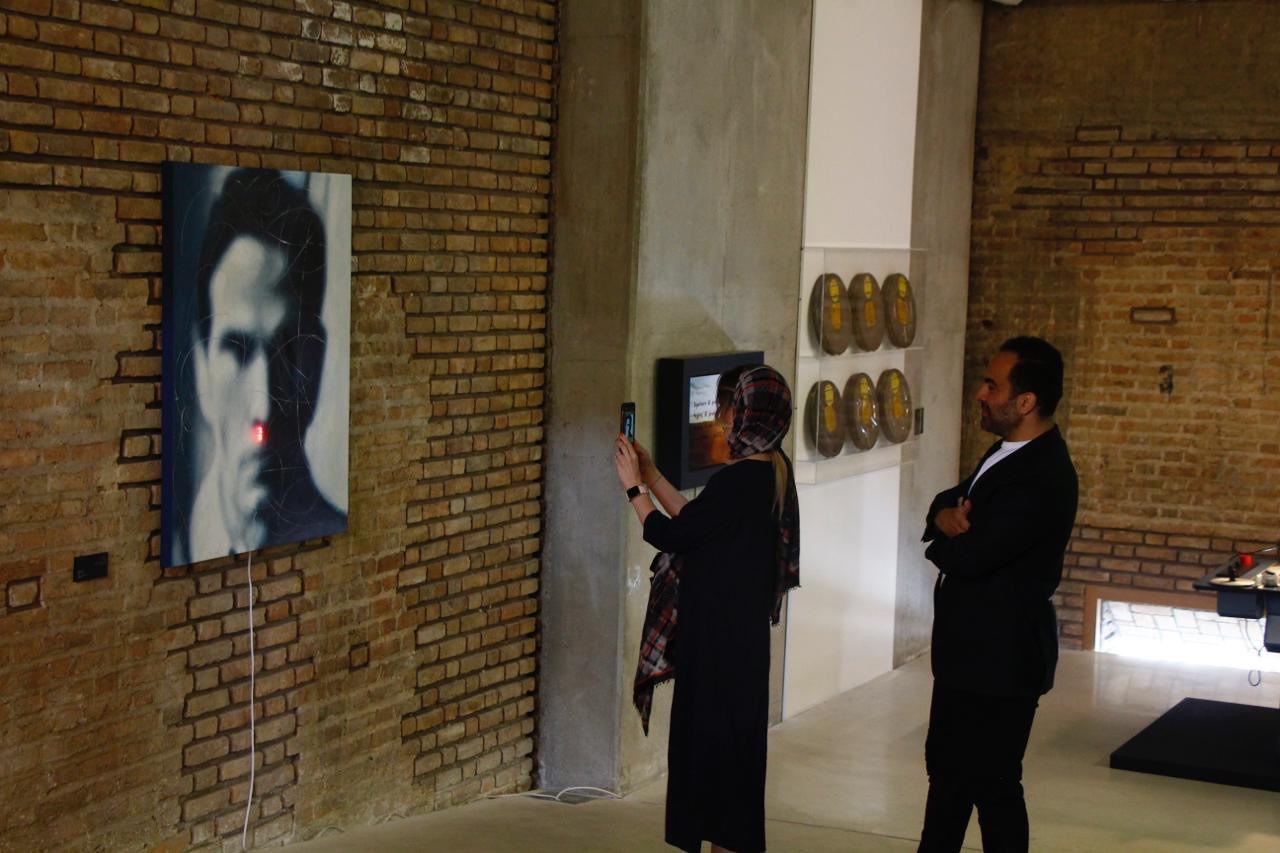
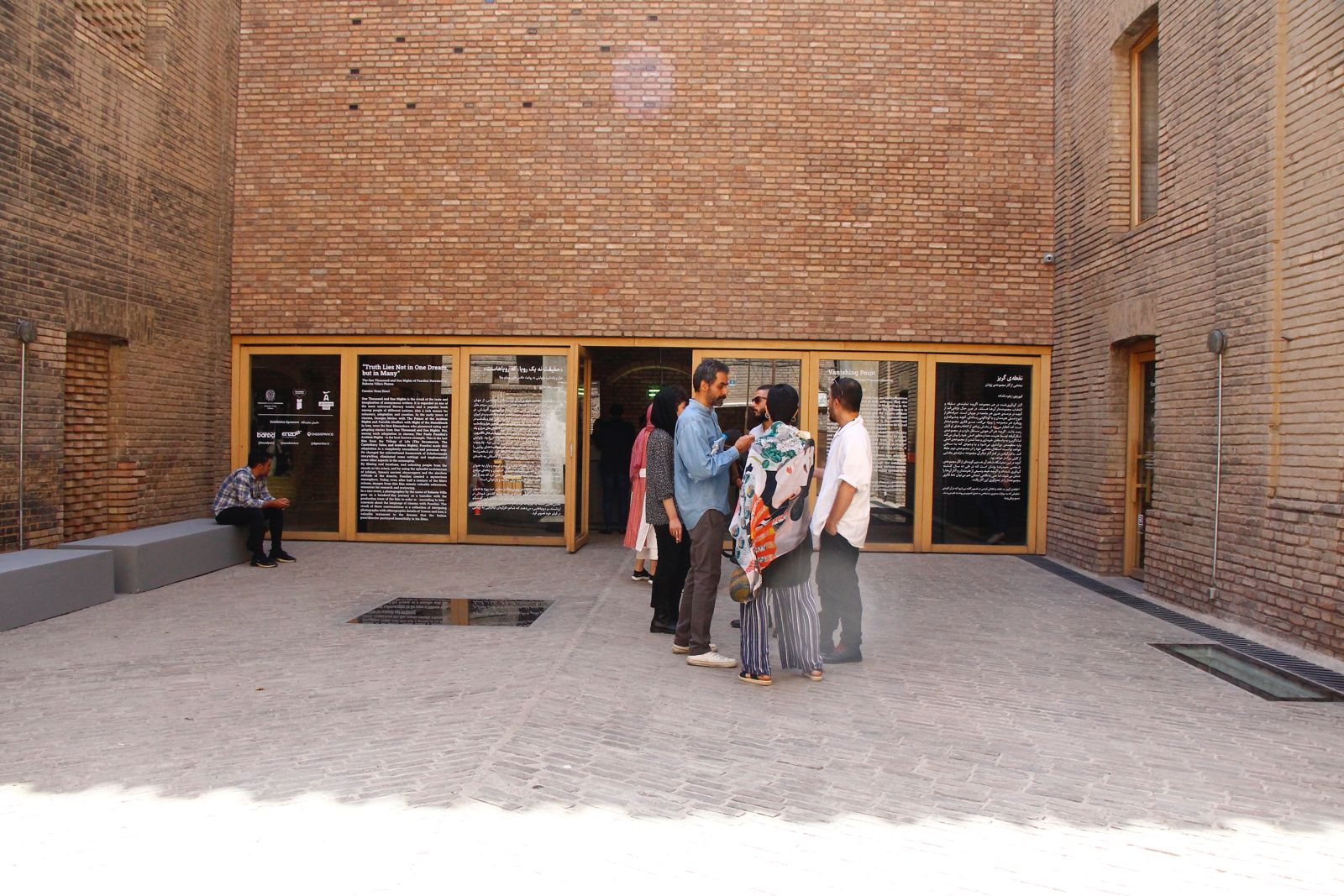
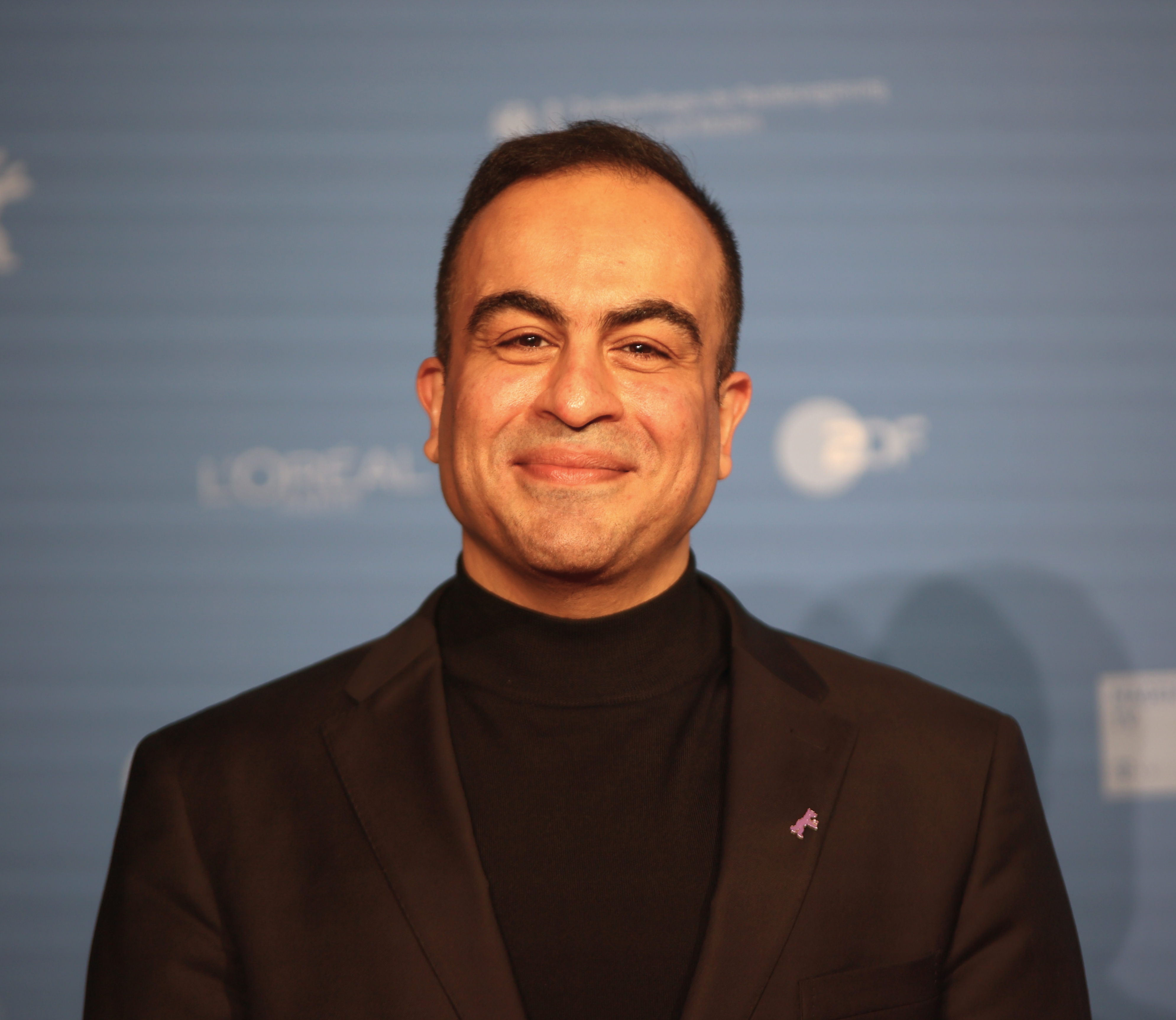